# バイタルリード
株式会社バイタルリードは、島根県出雲市荻杼町に本社を置く企業。公共交通計画、観光振興、地域活性化の計画策定等のコンサルティング業務、Ruby on Railsを使ったソフトウェア、スマホアプリなどのシステム開発業務、島根県への着地型旅行を中心とした旅行事業などを手がけている。

主な実績：「出雲大社門前　神門通り」土木学会デザイン賞、第21回しまね景観賞　奨励賞受賞、第18回日本モビリティ・マネジメント会議(JCOMM)「マネジメント賞」受賞、第16回フクオカRuby大賞「大賞」受賞（TAKUZO）。

また従業員満足度向上、女性活躍推進にも力を入れており、「しまね女性の活躍応援企業　島根県知事表彰（2017年）」や、「しまねいきいき雇用賞（2018年）」を受賞している。

## 沿革
- 1998年4月 - 「有限会社森山地域計画研究所」設立。
- 2005年
  - 7月 - 「株式会社バイタルリード」に商号変更。
  - 8月 - 広島支店を開設。
- 2007年11月 - トラベルクリエイト（旅行部門）を新設。
- 2015年4月 - 島根県出雲市荻杼町に本社移転[2]。
- 2017年2月 - 四国営業所を開設。
- 2018年4月 - 広島市安佐南区緑井に広島支店を移転。
- 2018年10月 - 鳥取営業所を開設。
- 2021年3月　- 資本金を4500万円に増資
- 2021年6月　- 山口営業所を開設。
- 2023年6月　- 資本金を10250万円に増資
- 2023年9月　- 東京支店を開設。
- 2023年12月 - 資本金を4500万円に減資
- 2024年8月   - 東京支店を移転。

## 事業所
- 本社 - 島根県出雲市荻杼町274番地2
- 広島支店 - 広島県広島市安佐南区緑井5 丁目17-5 グランデュア緑井３階
- 東京支店 - 東京都中央区築地4丁目1番1号　東劇ビル17階
- 四国営業所 - 愛媛県松山市宮西1丁目4番43号
- 鳥取営業所 - 鳥取県鳥取市晩稲534
- 山口営業所 - 山口県山口市湯田温泉5丁目6-61-101

## 主なサービス
- あいのりタクシー - タクシー相乗り利用者募集システム[3]。
- 馬須田のるぞう（ばすだのるぞう） - バス車載用のバス停案内システム。
- 馬須野かん太（ばすのかんた） - 路線バス乗降データカウントシステム[4]。
- ゆきぞう - クラウド型の除雪状況管理システム[5]。
- みつけたぞう - 道路等の異常箇所を撮影し、画像により状況確認できるシステム。
- バスロケくん - バスの位置情報や接近情報をスマホやデジタルサイネージで提供するシステム。
- TAKUZO（タクゾー） - 定額乗合タクシーの仕組みを支援するAIオンデマンド配車システム。